# Ла Пергола (Бари)
Ла Пергола (итал. La Pergola) је насеље у Италији у округу Бари, региону Апулија.
Према процени из 2011. у насељу је живело 87 становника. Насеље се налази на надморској висини од 331 м.